# Cladonia hypoxantha
Cladonia hypoxantha är en lavart som beskrevs av Tuck. Cladonia hypoxantha ingår i släktet Cladonia och familjen Cladoniaceae.   Inga underarter finns listade i Catalogue of Life.